# Плодовоягодне
Плодовоя́годне (каз. Плодовоягодное) — село у складі Меркенського району Жамбильської області Казахстану. Входить до складу Жамбильського сільського округу.
У радянські часи село називалось Плодовоягодний.
Населення — 2464 особи (2021; 1918 у 2009, 1930 у 1999, 1401 у 1989).